# Lancia Y
| Sterne im Euro-NCAP-Crashtest |

Der Lancia Y ist ein Kleinwagen der italienischen Marke Lancia. Er wurde von Herbst 1995 bis Spätsommer 2003 gebaut. Vorgänger war der seit März 1985 produzierte Lancia Y10.

## Geschichte
Das Fahrzeug fiel vor allem durch seine neuartige Formgestaltung auf, die vom italienischen Designer Enrico Fumia stammt. Wegen seines extravaganten und polarisierenden Aussehens erfreute er sich besonders bei italienischen Kunden großer Beliebtheit, während er im restlichen Europa eher ein Nischendasein fristet. Der Y wurde in einer, für diese Fahrzeugklasse, ungewöhnlichen Vielfalt an Farbtönen und Ausstattungen angeboten. Er war mit Sitzbezügen aus dem Microfaserstoff Alcantara in verschiedenen Farben lieferbar.
Der Kunde konnte außer aus 13 Standardfarben unter 100 weiteren Farbtönen aus dem sogenannten Kaleidos-Programm auswählen.

### Modellpflege
Nach dem Facelift im Oktober 2000 verwendete Lancia statt Alcantara eine sogenannte „Castiglio“-Microfaser für die Bezüge. Zeitweise waren auch ab Werk Lederbezüge lieferbar, die auch nachgerüstet werden konnten. Ein weiteres Merkmal ist die Anordnung der Instrumente in der Mitte des Armaturenbretts. Die Komfortausstattung umfasste immer eine Zentralverriegelung und elektrische Fensterheber. Eine Klimaanlage mit Pollenfilter gab es gegen Aufpreis oder serienmäßig ebenso wie elektrisch verstell- und beheizbare Außenspiegel mit Außentemperaturanzeige, Leichtmetallräder und Schiebedach.
Der Y in der LX-Version (ab 2000) hatte ein Blaupunkt-Radio mit integriertem Satelliten-Navigationssystem serienmäßig. Das Fahrzeug war auf dem deutschen Markt von Anfang an mit zwei Airbags und ABS erhältlich, später auch mit Seiten-Airbags.
Technisch ist der kleine Lancia eng mit dem damaligen Fiat Punto der ersten Generation verwandt und hat einige Gleichteile. Allerdings gab es den Y anders als den Punto immer nur dreitürig. Das Fahrzeug war nur mit Ottomotoren erhältlich. So gab es eine 1,1-l-8V-FIRE-Variante mit 40 kW (55 PS), einen 1,2-l-8V FIRE mit 44 kW (60 PS), sowie einen 1,4-l-12V Motor mit zunächst 55 kW (75 PS) und später 59 kW (80 PS), zum Abschluss der Baureihe wurde auch der 1,2-l-16V-FIRE-Motor mit 59 bis 63 kW (80 bis 86 PS) eingebaut. Zur Kraftübertragung kam ein 5-/6-Gang-Schaltgetriebe oder zeitweilig gegen Aufpreis, in Verbindung mit dem 1,2-l-44-kW-FIRE-Motor, ein stufenloses Automatikgetriebe zum Einsatz.

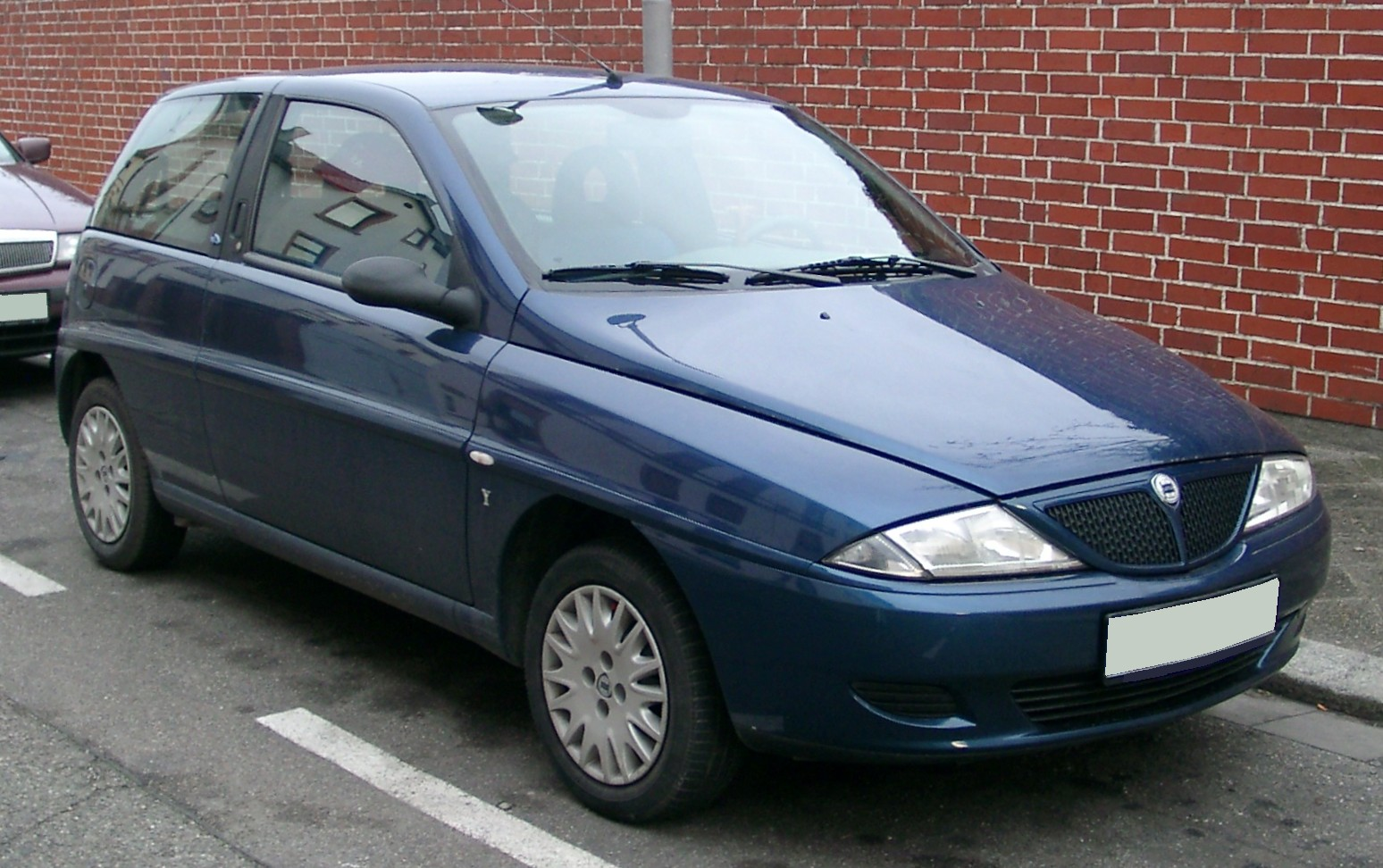
Lancia Y (2000–2003)
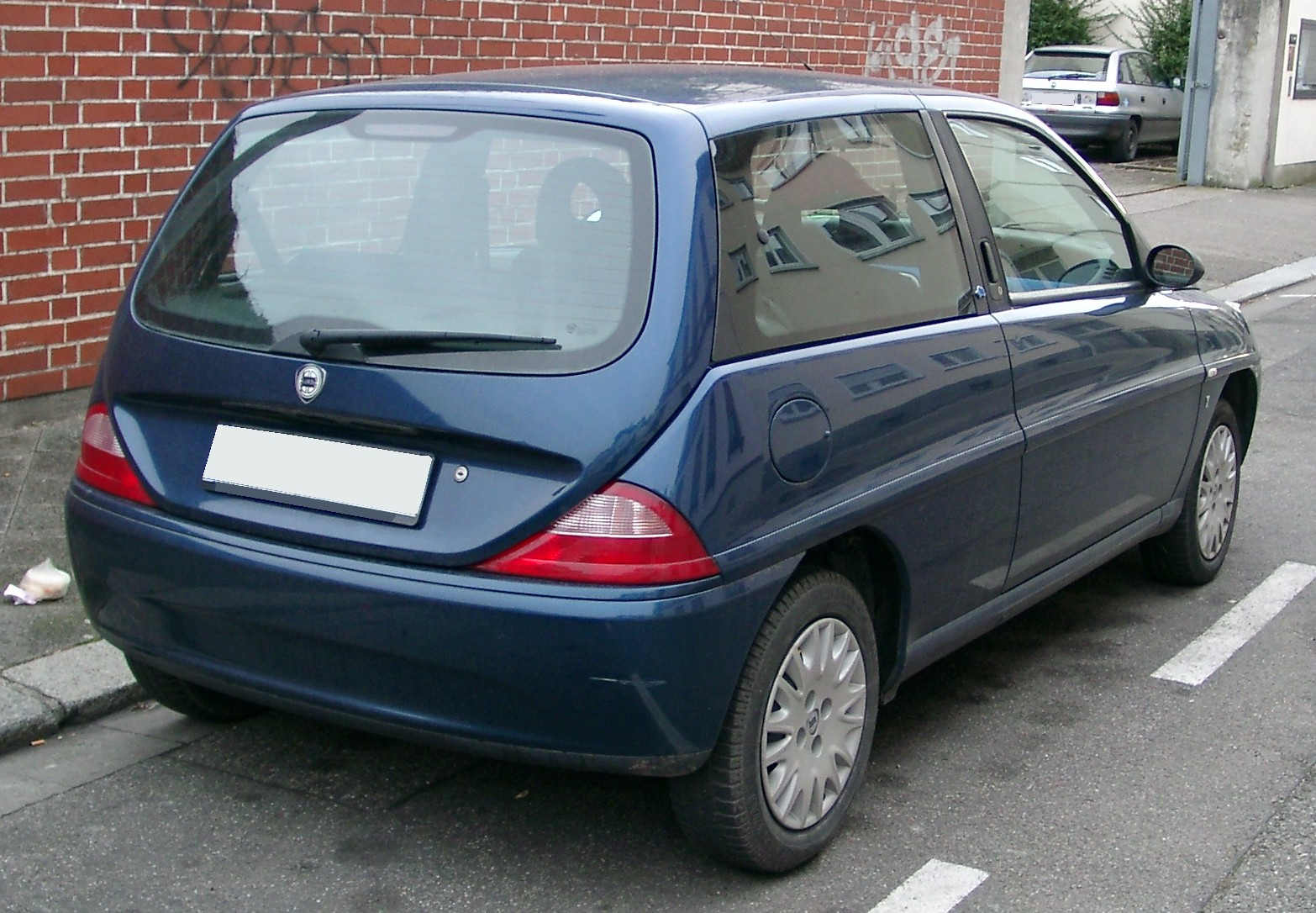
Heckansicht
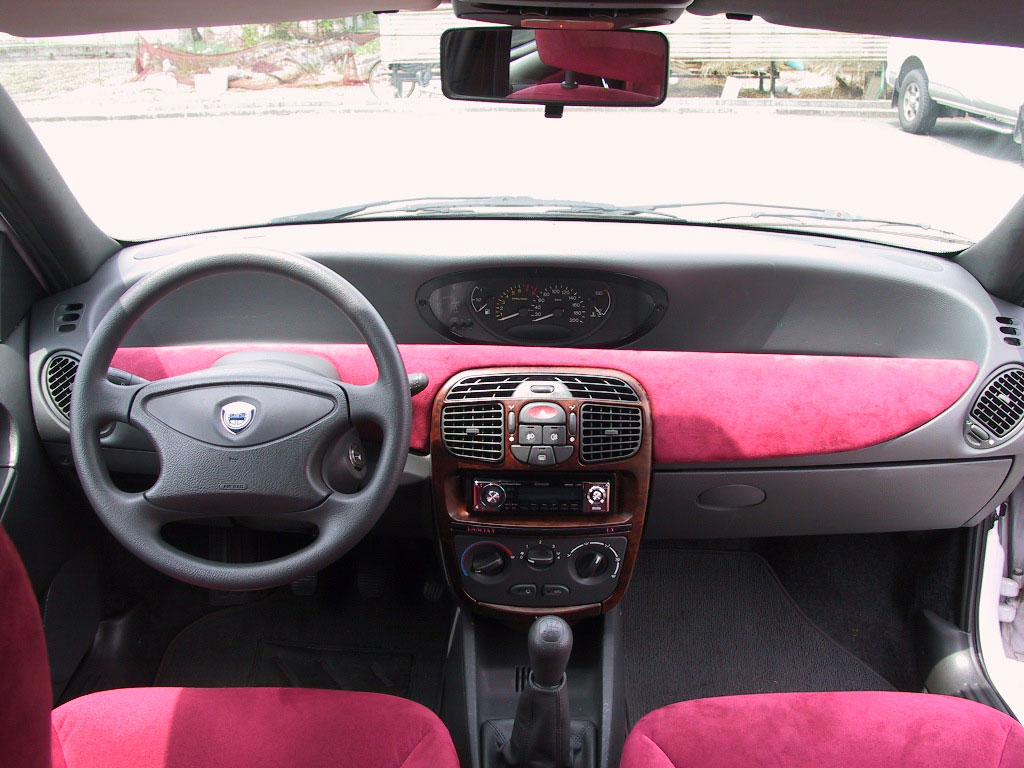
Interieur der LX-Ausstattung mit roten Alcantara-Bezügen

Das Basismodell des Y wurde unter der Bezeichnung LE vermarktet, darüber rangierte die LS- und über dieser die LX-Ausstattung. Die ursprünglich als zeitlich begrenztes Sondermodell geplante Ausstattungsvariante Elefantino Blu wurde bald zur festen Basisversion und ersetzte schließlich den LE. Für den sportlich geneigten Kunden bot Lancia den Y Elefantino Rosso an, der unter anderem mit einem Sportfahrwerk, Leichtmetallrädern im Titan-Look sowie einem kürzer abgestuften Getriebe in Verbindung mit der jeweils stärksten Motorisierung ausgestattet ist. Als Sondermodelle gab es in Deutschland den Y Cosmopolitan, Y Unica und im letzten Produktionsjahr den Y Nuova LS, von dem in Deutschland nur 150 Stück bei ausgesuchten Händlern verkauft wurden. Außerhalb Deutschlands waren auch noch die Modelle Y DoDo und Y Vanity sowie eine auf 300 Stück begrenzte Limited Luxury-Version des LX erhältlich.

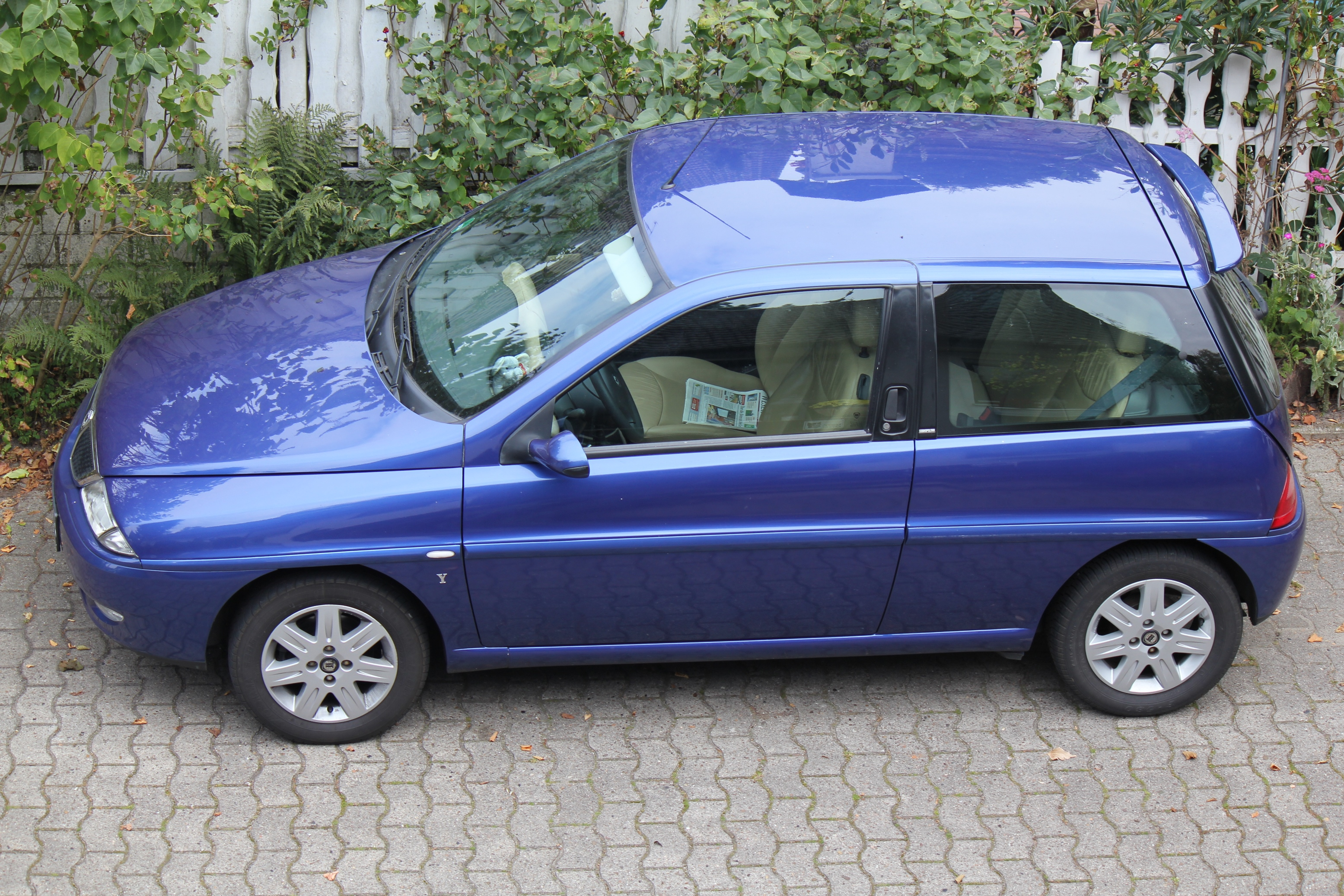
Innenraum Cosmopolitan (2002)
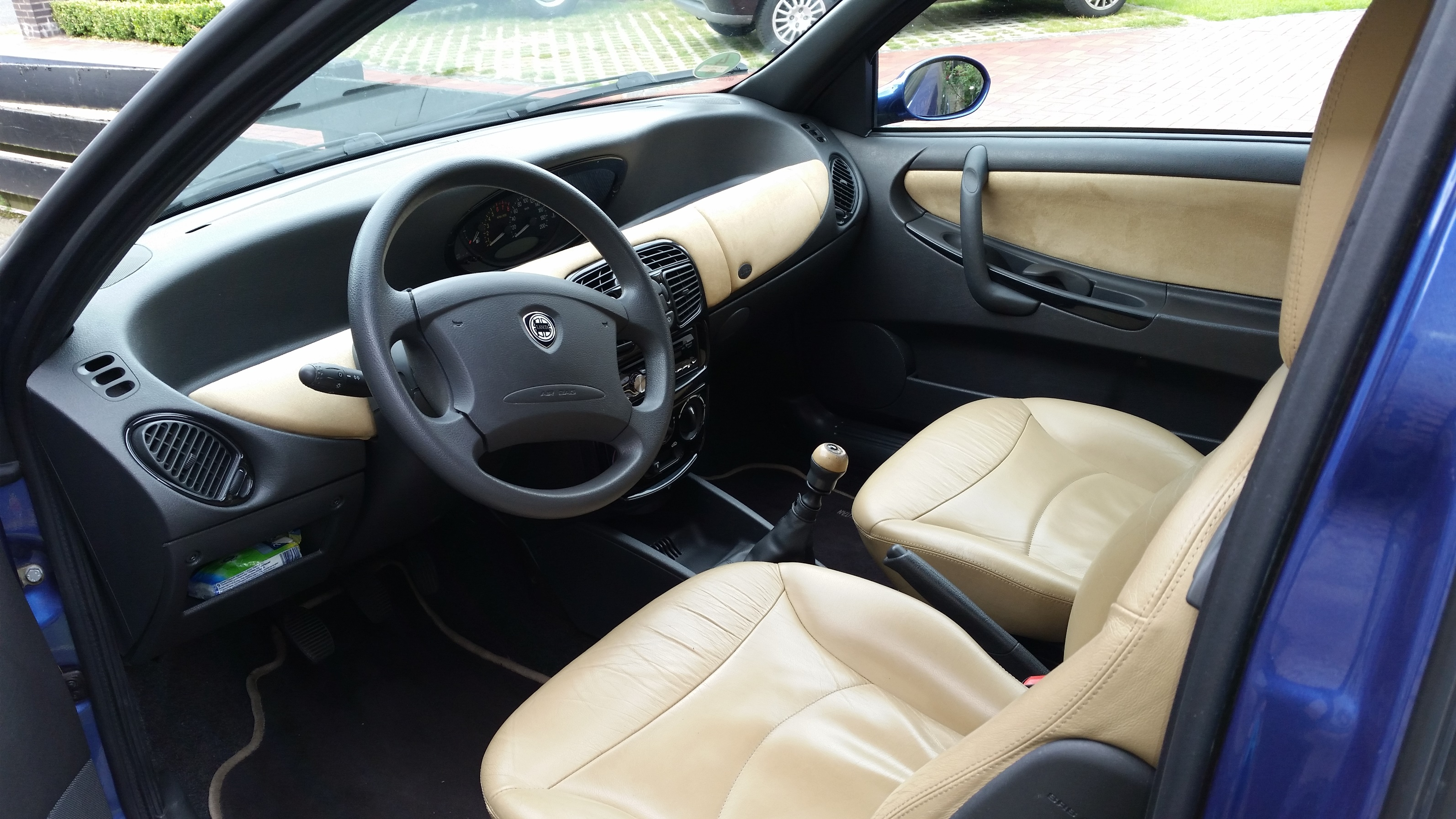
Innenraum

Im März 2003 wurde der Lancia Ypsilon (843) als Nachfolger vorgestellt, der im Oktober desselben Jahres in den Handel kam.

## Technische Daten
| Lancia Y (1995–2000)                          | Lancia Y (1995–2000)                                                                                         | Lancia Y (1995–2000)                                                                                         | Lancia Y (1995–2000)                                                                                         | Lancia Y (1995–2000)                                                                                         | Lancia Y (1995–2000)                                                                                         | Lancia Y (1995–2000)                                                                                         | Lancia Y (1995–2000)                                                                                         |
| Lancia Y:                                     | 1.1 8V | 1.2 8V | 1.2 8V Automatik                                                                                             | 1.2 16V | Elefantino Rosso 16V                                                                                         | 1.4 12V (55 kW)                                                                                              | 1.4 12V (59 kW)                                                                                              |
| --------------------------------------------- | --- | --- | --- | --- | --- | --- | --- |
| Motor:                                        | 4-Zylinder-Reihenmotor (Viertakt), vorne quer                                                                | 4-Zylinder-Reihenmotor (Viertakt), vorne quer                                                                | 4-Zylinder-Reihenmotor (Viertakt), vorne quer                                                                | 4-Zylinder-Reihenmotor (Viertakt), vorne quer                                                                | 4-Zylinder-Reihenmotor (Viertakt), vorne quer                                                                | 4-Zylinder-Reihenmotor (Viertakt), vorne quer                                                                | 4-Zylinder-Reihenmotor (Viertakt), vorne quer                                                                |
| Ventile pro Zylinder:                         | 2 | 2 | 2 | 4 | 4 | 3 | 3 |
| Hubraum:                                      | 1.108 cm³ | 1.242 cm³ | 1.242 cm³ | 1.242 cm³ | 1.242 cm³ | 1.370 cm³ | 1.370 cm³ |
| Bohrung × Hub:                                | 70 × 72 mm                                                                                                   | 70,8 × 78,9 mm                                                                                               | 70,8 × 78,9 mm                                                                                               | 70,8 × 78,9 mm                                                                                               | 70,8 × 78,9 mm                                                                                               | 82,0 × 64,9 mm                                                                                               | 82,0 × 64,9 mm                                                                                               |
| Leistung bei 1/min:                           | 40 kW (55 PS) bei 5.500n                                                                                     | 44 kW (60 PS) bei 5.500                                                                                      | 44 kW (60 PS) bei 5.500                                                                                      | 63 kW (86 PS) bei 6.000                                                                                      | 63 kW (86 PS) bei 6.000                                                                                      | 55 kW (75 PS) bei 6.000                                                                                      | 59 kW (80 PS) bei 6.000                                                                                      |
| Max. Drehmoment bei 1/min:                    | 88 Nm bei 3.250                                                                                              | 98 Nm bei 3.000                                                                                              | 98 Nm bei 3.000                                                                                              | 113 Nm bei 4.500                                                                                             | 113 Nm bei 4.500                                                                                             | 112 Nm bei 3.250                                                                                             | 112 Nm bei 3.250                                                                                             |
| Gemischaufbereitung:                          | Elektronische Einspritzung Singlepoint                                                                       | Elektronische Einspritzung Singlepoint                                                                       | Elektronische Einspritzung Singlepoint                                                                       | Elektronische Einspritzung IAW MPI                                                                           | Elektronische Einspritzung IAW MPI                                                                           | Elektronische Einspritzung Singlepoint                                                                       | Elektronische Einspritzung Singlepoint                                                                       |
| Ventilsteuerung:                              | OHC, Zahnriemen                                                                                              | OHC, Zahnriemen                                                                                              | OHC, Zahnriemen                                                                                              | DOHC, Zahnriemen                                                                                             | DOHC, Zahnriemen                                                                                             | OHC, Zahnriemen                                                                                              | OHC, Zahnriemen                                                                                              |
| Getriebe:                                     | 5-Gang-Getriebe                                                                                              | 5/6-Gang-Getriebe                                                                                            | ECVT-Automatik                                                                                               | 5-Gang-Getriebe                                                                                              | 5-Gang-Getriebe                                                                                              | 5-Gang-Getriebe                                                                                              | 5-Gang-Getriebe                                                                                              |
| Radaufhängung vorn:                           | MacPherson-Federbeine, untere Dreiecksquerlenker an Hilfstraverse, Torsionsstabilisator                      | MacPherson-Federbeine, untere Dreiecksquerlenker an Hilfstraverse, Torsionsstabilisator                      | MacPherson-Federbeine, untere Dreiecksquerlenker an Hilfstraverse, Torsionsstabilisator                      | MacPherson-Federbeine, untere Dreiecksquerlenker an Hilfstraverse, Torsionsstabilisator                      | MacPherson-Federbeine, untere Dreiecksquerlenker an Hilfstraverse, Torsionsstabilisator                      | MacPherson-Federbeine, untere Dreiecksquerlenker an Hilfstraverse, Torsionsstabilisator                      | MacPherson-Federbeine, untere Dreiecksquerlenker an Hilfstraverse, Torsionsstabilisator                      |
| Radaufhängung hinten:                         | Schwingen (Längslenker) an Hilfstraverse, Schraubenfedern, Torsionsstabilisator                              | Schwingen (Längslenker) an Hilfstraverse, Schraubenfedern, Torsionsstabilisator                              | Schwingen (Längslenker) an Hilfstraverse, Schraubenfedern, Torsionsstabilisator                              | Schwingen (Längslenker) an Hilfstraverse, Schraubenfedern, Torsionsstabilisator                              | Schwingen (Längslenker) an Hilfstraverse, Schraubenfedern, Torsionsstabilisator                              | Schwingen (Längslenker) an Hilfstraverse, Schraubenfedern, Torsionsstabilisator                              | Schwingen (Längslenker) an Hilfstraverse, Schraubenfedern, Torsionsstabilisator                              |
| Lenkung:                                      | Zahnstangenlenkung (je nach Ausstattung hydraulisch unterstützt mit variabler Übersetzung), 9,6 m Wendekreis | Zahnstangenlenkung (je nach Ausstattung hydraulisch unterstützt mit variabler Übersetzung), 9,6 m Wendekreis | Zahnstangenlenkung (je nach Ausstattung hydraulisch unterstützt mit variabler Übersetzung), 9,6 m Wendekreis | Zahnstangenlenkung (je nach Ausstattung hydraulisch unterstützt mit variabler Übersetzung), 9,6 m Wendekreis | Zahnstangenlenkung (je nach Ausstattung hydraulisch unterstützt mit variabler Übersetzung), 9,6 m Wendekreis | Zahnstangenlenkung (je nach Ausstattung hydraulisch unterstützt mit variabler Übersetzung), 9,6 m Wendekreis | Zahnstangenlenkung (je nach Ausstattung hydraulisch unterstützt mit variabler Übersetzung), 9,6 m Wendekreis |
| Bremsanlage:                                  | Scheiben vorne 240 mm (mit ABS: 257 mm), Trommeln hinten 180 mm                                              | Scheiben vorne 240 mm (mit ABS: 257 mm), Trommeln hinten 180 mm                                              | Scheiben vorne 240 mm (mit ABS: 257 mm), Trommeln hinten 180 mm                                              | Scheiben vorne 240 mm (mit ABS: 257 mm), Trommeln hinten 180 mm                                              | Scheiben vorne 240 mm (mit ABS: 257 mm), Trommeln hinten 180 mm                                              | Scheiben vorne 240 mm (mit ABS: 257 mm), Trommeln hinten 180 mm                                              | Scheiben vorne 240 mm (mit ABS: 257 mm), Trommeln hinten 180 mm                                              |
| Bereifung:                                    | 165/65 R14 oder 185/60 R14 (Elefantino Rosso: 195/50 R15)                                                    | 165/65 R14 oder 185/60 R14 (Elefantino Rosso: 195/50 R15)                                                    | 165/65 R14 oder 185/60 R14 (Elefantino Rosso: 195/50 R15)                                                    | 165/65 R14 oder 185/60 R14 (Elefantino Rosso: 195/50 R15)                                                    | 165/65 R14 oder 185/60 R14 (Elefantino Rosso: 195/50 R15)                                                    | 165/65 R14 oder 185/60 R14 (Elefantino Rosso: 195/50 R15)                                                    | 165/65 R14 oder 185/60 R14 (Elefantino Rosso: 195/50 R15)                                                    |
| Sitzplätze:                                   | 5 | 5 | 5 | 5 | 5 | 5 | 5 |
| Länge/Breite/Höhe:                            | 3.723/1.690/1.435 mm                                                                                         | 3.723/1.690/1.435 mm                                                                                         | 3.723/1.690/1.435 mm                                                                                         | 3.723/1.690/1.435 mm                                                                                         | 3.723/1.690/1.435 mm                                                                                         | 3.723/1.690/1.435 mm                                                                                         | 3.723/1.690/1.435 mm                                                                                         |
| Radstand:                                     | 2.380 mm | 2.380 mm | 2.380 mm | 2.380 mm | 2.380 mm | 2.380 mm | 2.380 mm |
| Leergewicht/zul. Gesamtgewicht:               | 850/1.330 kg                                                                                                 | 860/1.330 kg                                                                                                 | 890/1.350 kg                                                                                                 | 910/1.390 kg                                                                                                 | 910/1.390 kg                                                                                                 | 920/1.380 kg                                                                                                 | 920/1.380 kg                                                                                                 |
| Kofferraumvolumen:                            | 215–910 l | 215–910 l | 215–910 l | 215–910 l | 215–910 l | 215–910 l | 215–910 l |
| Tankvolumen:                                  | 47 l | 47 l | 47 l | 47 l | 47 l | 47 l | 47 l |
| Kraftstoff:                                   | Super bleifrei (ROZ 95)                                                                                      | Super bleifrei (ROZ 95)                                                                                      | Super bleifrei (ROZ 95)                                                                                      | Super bleifrei (ROZ 95)                                                                                      | Super bleifrei (ROZ 95)                                                                                      | Super bleifrei (ROZ 95)                                                                                      | Super bleifrei (ROZ 95)                                                                                      |
| Höchstgeschwindigkeit:                        | 150 km/h | 160 km/h (nur 5-Gg.)                                                                                         | 160 km/h | 177 km/h | 177 km/h | 165 km/h | 170 km/h |
| Beschleunigung 0–100 km/h:                    | 15 s | 13,3 s (nur 5-Gg.)                                                                                           | 12,5 s | 10,9 s | 10,9 s | | 12,4 s |
| Verbrauch (Liter/100 km) nach RREG 93/116/EG: | | | | | | | |
| Stadt:                                        | 8,8 l | 8,9 l (nur 5-Gg.)                                                                                            | 8,4 l | 9,2 l | 9,2 l | | 11,0 l |
| Überland:                                     | 4,9 l | 5,4 l (nur 5-Gg.)                                                                                            | 5,7 l | 5,1 l | 5,1 l | | 5,9 l |
| kombiniert:                                   | 6,3 l | 6,7 l (nur 5-Gg.)                                                                                            | 6,7 l | 6,6 l | 6,6 l | | 7,8 l |
| CO2-Emissionen (g/km):                        | 150 | 158 (nur 5-Gg.)m                                                                                             | 158 | 157 | 157 | | 185 |

| Lancia Y (2000–2003)                          |                                                                                         |                                                                                         |                                                                                         |
| Lancia Y:                                     | 1.2 8V                                                                                  | 1.2 16V                                                                                 | Elefantino Rosso 16V                                                                    |
| Motor:                                        | 4-Zylinder-Reihenmotor (Viertakt), vorne quer                                           | 4-Zylinder-Reihenmotor (Viertakt), vorne quer                                           | 4-Zylinder-Reihenmotor (Viertakt), vorne quer                                           |
| Ventile pro Zylinder:                         | 2                                                                                       | 4                                                                                       | 4                                                                                       |
| Hubraum:                                      | 1.242 cm³                                                                               | 1.242 cm³                                                                               | 1.242 cm³                                                                               |
| Bohrung × Hub:                                | 70,8 × 78,9 mm                                                                          | 70,8 × 78,9 mm                                                                          | 70,8 × 78,9 mm                                                                          |
| Leistung bei 1/min:                           | 44 kW (60 PS) bei 5.000                                                                 | 59 kW (80 PS) bei 5.000                                                                 | 59 kW (80 PS) bei 5.000                                                                 |
| Max. Drehmoment bei 1/min:                    | 104 Nm bei 2.500                                                                        | 116 Nm bei 4.000                                                                        | 116 Nm bei 4.000                                                                        |
| Gemischaufbereitung:                          | Elektronische Einspritzung IAW MPI                                                      | Elektronische Einspritzung IAW MPI                                                      | Elektronische Einspritzung IAW MPI                                                      |
| Ventilsteuerung:                              | OHC, Zahnriemen                                                                         | DOHC, Zahnriemen                                                                        | DOHC, Zahnriemen                                                                        |
| Getriebe:                                     | 5-Gang-Getriebe                                                                         | 5-Gang-Getriebe                                                                         | 5-Gang-Getriebe                                                                         |
| Radaufhängung vorn:                           | MacPherson-Federbeine, untere Dreiecksquerlenker an Hilfstraverse, Torsionsstabilisator | MacPherson-Federbeine, untere Dreiecksquerlenker an Hilfstraverse, Torsionsstabilisator | MacPherson-Federbeine, untere Dreiecksquerlenker an Hilfstraverse, Torsionsstabilisator |
| Radaufhängung hinten:                         | Schwingen (Längslenker) an Hilfstraverse, Schraubenfedern, Torsionsstabilisator         | Schwingen (Längslenker) an Hilfstraverse, Schraubenfedern, Torsionsstabilisator         | Schwingen (Längslenker) an Hilfstraverse, Schraubenfedern, Torsionsstabilisator         |
| Lenkung:                                      | Zahnstangenlenkung, hydraulisch unterstützt, variable Übersetzung, 9,6 m Wendekreis     | Zahnstangenlenkung, hydraulisch unterstützt, variable Übersetzung, 9,6 m Wendekreis     | Zahnstangenlenkung, hydraulisch unterstützt, variable Übersetzung, 9,6 m Wendekreis     |
| Bremsanlage:                                  | Scheiben vorne 257 mm, Trommeln hinten 180 mm                                           | Scheiben vorne 257 mm, Trommeln hinten 180 mm                                           | Scheiben vorne 257 mm, Trommeln hinten 180 mm                                           |
| Bereifung:                                    | 165/65 R14                                                                              | 185/60 R14                                                                              | 195/50 R15                                                                              |
| Sitzplätze:                                   | 5                                                                                       | 5                                                                                       | 5                                                                                       |
| Länge/Breite/Höhe:                            | 3.741/1.690/1.435 mm                                                                    | 3.741/1.690/1.435 mm                                                                    | 3.741/1.690/1.435 mm                                                                    |
| Radstand:                                     | 2.380 mm                                                                                | 2.380 mm                                                                                | 2.380 mm                                                                                |
| Leergewicht/zul. Gesamtgewicht:               | 860–930/1.330 kg                                                                        | 910/1.390 kg                                                                            | 910/1.390 kg                                                                            |
| Kofferraumvolumen:                            | 215–910 l                                                                               | 215–910 l                                                                               | 215–910 l                                                                               |
| Tankvolumen:                                  | 47 l                                                                                    | 47 l                                                                                    | 47 l                                                                                    |
| Kraftstoff:                                   | Super bleifrei (ROZ 95)                                                                 | Super bleifrei (ROZ 95)                                                                 | Super bleifrei (ROZ 95)                                                                 |
| Höchstgeschwindigkeit:                        | 158 km/h                                                                                | 174 km/h                                                                                | 174 km/h                                                                                |
| Beschleunigung 0–100 km/h:                    | 14,1 s                                                                                  | 11,2 s                                                                                  | 11,2 s                                                                                  |
| Verbrauch (Liter/100 km) nach RREG 93/116/EG: |                                                                                         |                                                                                         |                                                                                         |
| Stadt:                                        | 7,3 l                                                                                   | 7,5 l                                                                                   | 8,3 l                                                                                   |
| Überland:                                     | 4,8 l                                                                                   | 5,0 l                                                                                   | 5,5 l                                                                                   |
| kombiniert:                                   | 5,7 l                                                                                   | 6,0 l                                                                                   | 6,5 l                                                                                   |
| CO2-Emissionen (g/km):                        | 136                                                                                     | 141                                                                                     | 155                                                                                     |